# میدلتون (ماساچوست)
میدلتون(به انگلیسی: Middleton) شهرکی در شهرستان اسکس ایالت ماساچوست می‌باشد که در سال ۱۷۲۸ بنیان‌گذاری شده‌است. این شهرک در سرشماری سال ۲۰۱۰ میلادی، ۸٬۹۸۷ نفر جمعیت داشته‌است.